# گاروش هاریانتس
گاروش آوتیکی هاریانتس (ارمنی: Գարուշ Ավետիքի Հարյանց؛  زادهٔ ۷ مهٔ ۱۹۴۷)، شاعر، کارگردان نمایش، نمایشنامه‌نویس و کاریکاتوریست اهل ارمنستان است.

## زندگی‌نامه
وی در ۷ مه ۱۹۴۷ در هاتسیک به دنیا آمد و در سال ۱۹۷۷ از انستیتو دولتی هنری و نمایشی ایروان فارغ‌التحصیل گشت وی در تئاتر دراماتیک دولتی وارطان آجمیان گیومری، سویوزپچات (۱۹۸۸–۱۹۸۶) و انستیتو دولتی هنری و نمایشی ایروان فعالیت کرد. وی در لس آنجلس سکونت دارد.

## یادداشت
1. ↑  Սոյուզպեչատ